# Hemlöshet

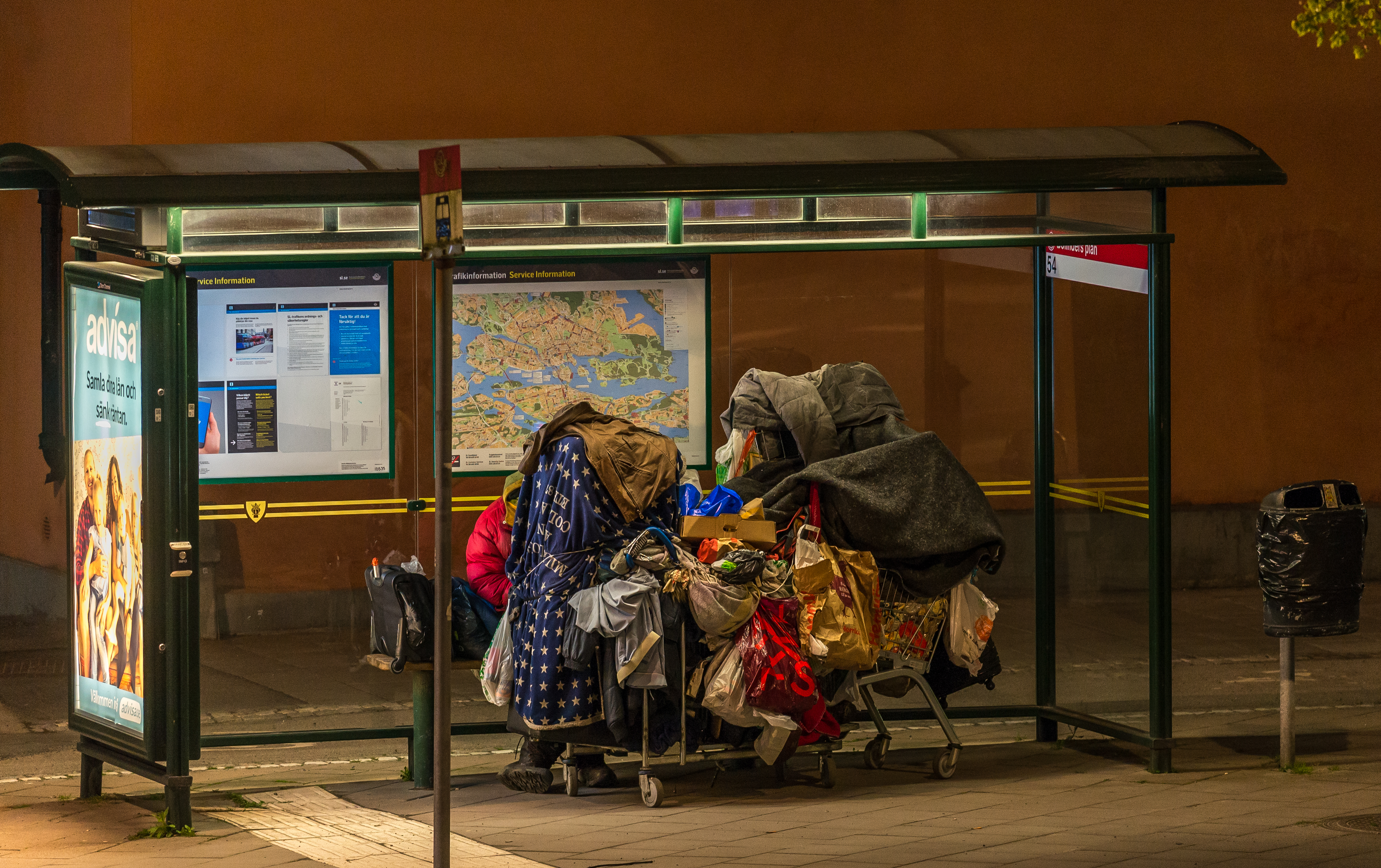
Hemlös person som övernattar i en SL-busskur på Kungsholmen i Stockholm.

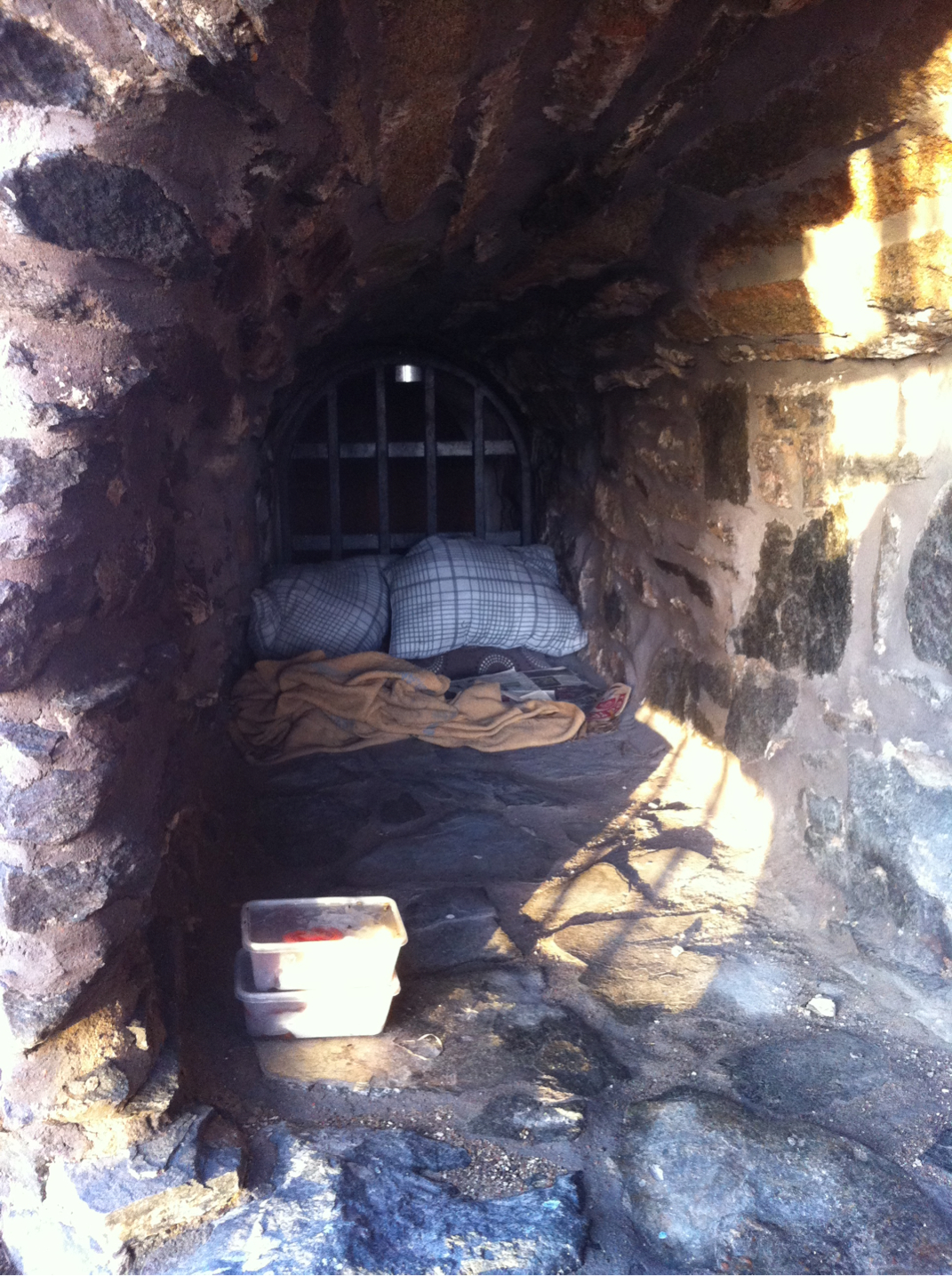
En sovplats för en hemlös i Göteborg, 2013

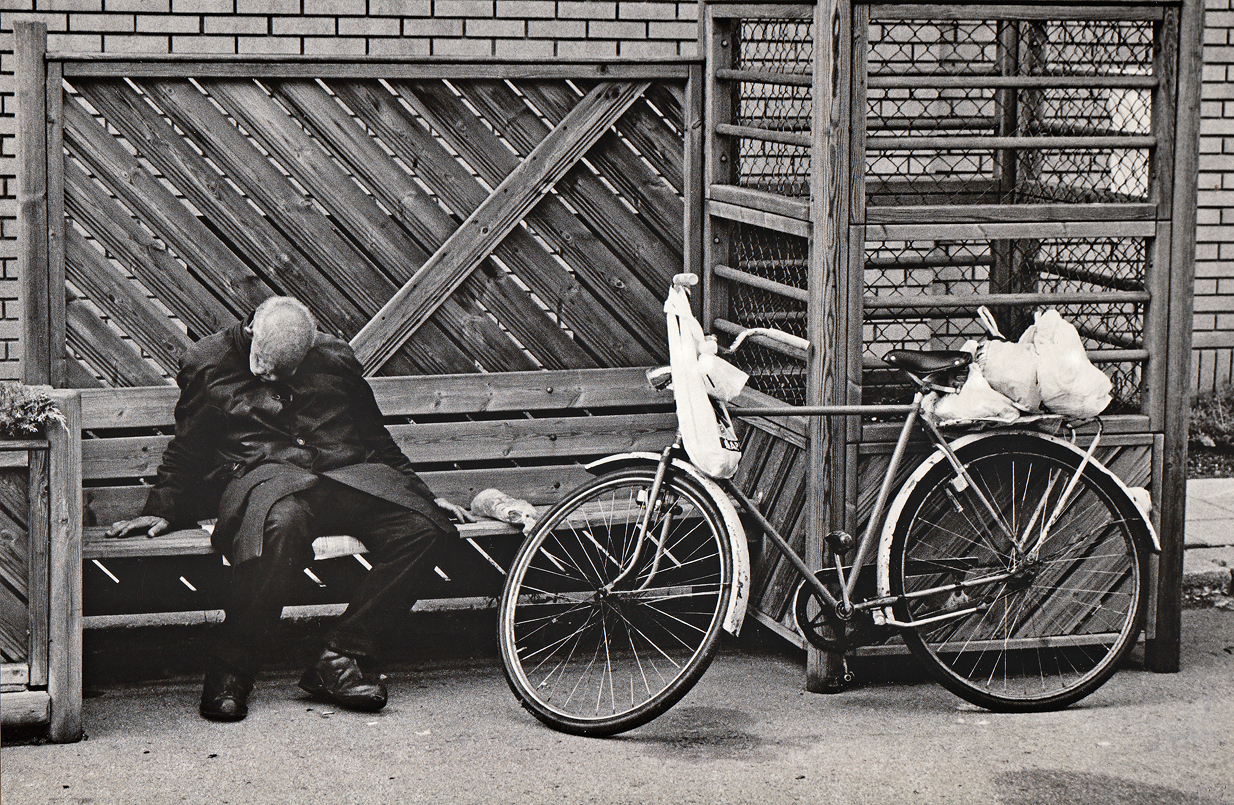
En gammal hemlös man vilar på en bänk i centrala Malmö 1984.

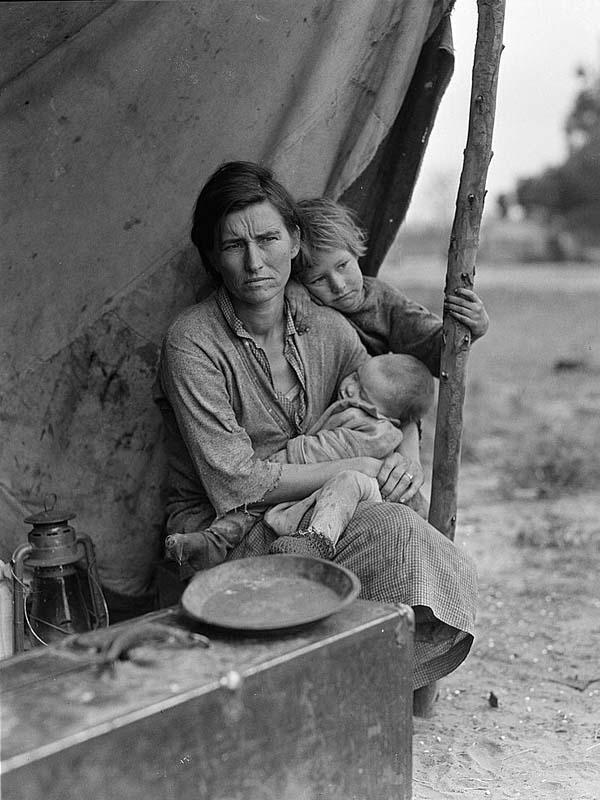
Hemlös familj under den stora depressionen.

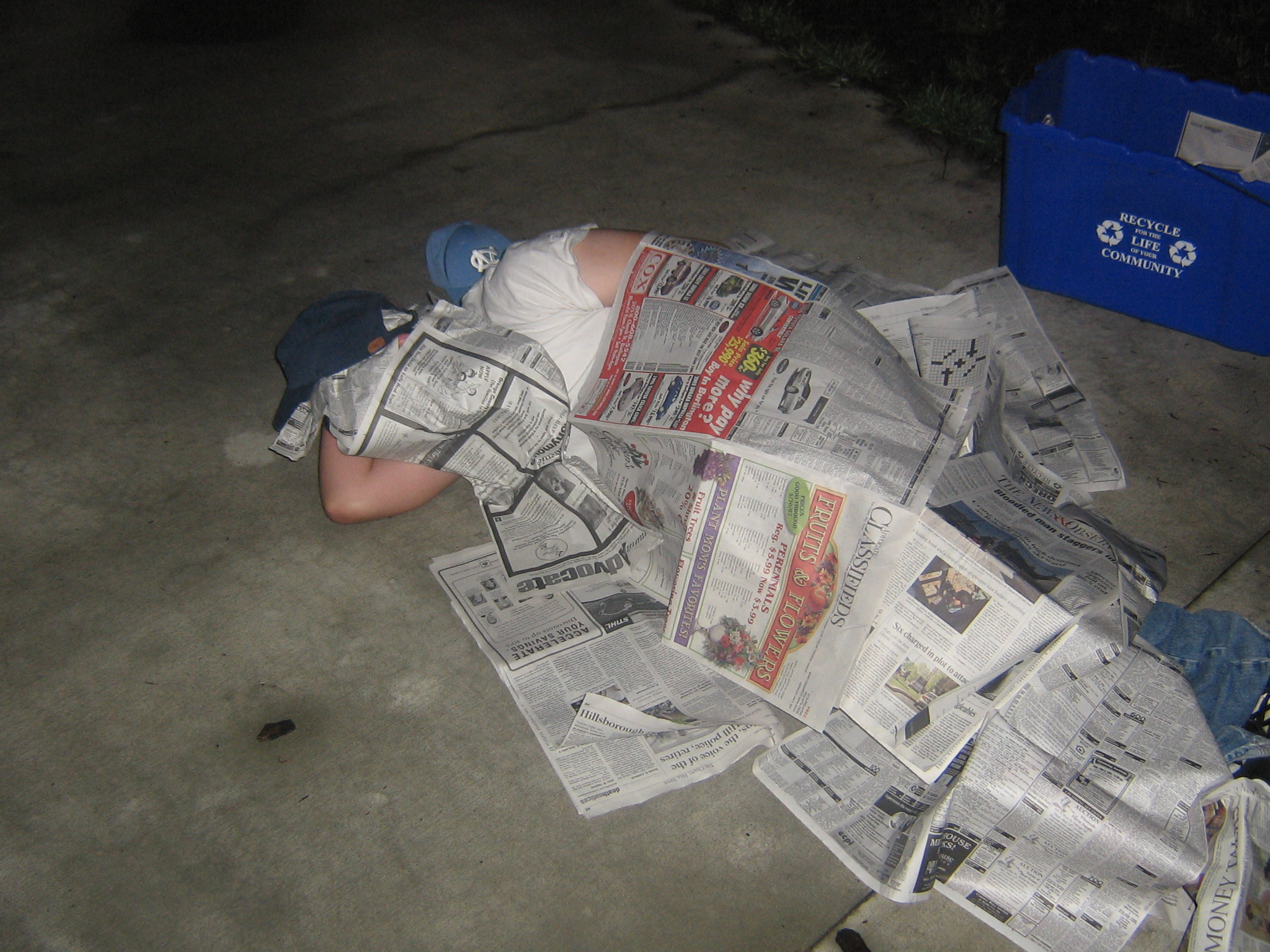
En hemlös man försöker hålla sig varm med hjälp av tidningar.

Hemlöshet är en situation som uppstår när en person saknar fast bostad i en kultur där rådande norm är att man har sådan (till skillnad från nomadiska kulturer). Definitionen av hemlöshet varierar från land till land. De olika definitionerna omfattar personer med akut brist på tak över huvudet, såväl som temporära boendeformer som på grund av kontraktsformen inte kan jämställas med eget boende. Hemlöshet är vanligast i större städer och i förorter kring dessa. Rätt till bostad är en mänsklig rättighet, och en FN-strategi från 1990 beskriver skyldighet för stater att ägna sig åt bostadsbehov av sina invånare, och rätten av invånare att förvänta sig detta. I Sverige har socialtjänsten en roll i att förebygga och motverka hemlöshet.
Åtgärder som fokuserar på "bostad först" för att minska risken att återigen hamna i hemlöshet är möjligen effektivare än traditionella insatser, och det finns inga indikationer att det skulle innebära sämre utfall.

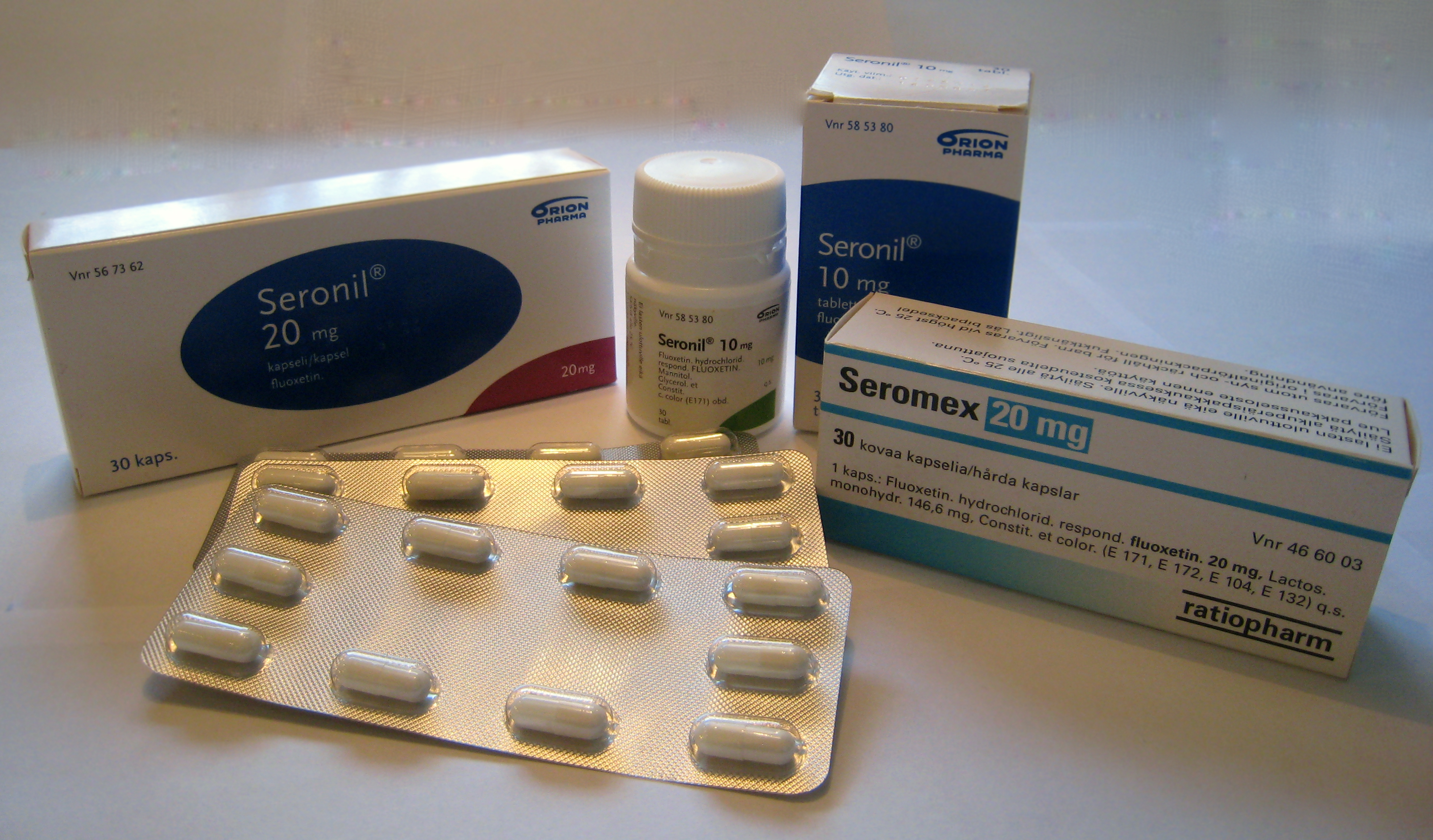
Vissa hemlösa kommer i kontakt med olika droger till följd av sin hemlöshet, eller är hemlösa på grund av missbruk.

## Orsaker
Det finns många olika skäl till hemlöshet. Arbetslöshet, konkurser, skilsmässor, alkohol- eller drogmissbruk, familjevåld, mentala sjukdomar, bränder eller naturkatastrofer, brist på billigt boende och långvarig fattigdom. Fattigdom är den minsta gemensamma nämnaren för de flesta orsakerna till hemlöshet. Många som är hemlösa har varit fattiga länge och blivit hemlösa efter att ha förlorat en inkomst, eller tidigare haft skulder, något som många hyresvärdar inte vill ha hos sina hyresgäster. Andra har varit bättre bemedlade men på grund av dåliga val eller andra omständigheter hamnat i fattigdom och hemlöshet. Ytterligare en grupp är asylsökande eller migranter som har haft problem att ta sig in på arbetsmarknaden. En försvårande omständighet är att många nybyggda bostäder är för dyra för personer med svag ekonomi, något som delvis orsakas av att politiker inte använder de bostadspolitiska verktyg som står till buds för att se till att fler billiga bostäder byggs.
I Sverige har den så kallade psykiatrireformen som genomfördes 1995 kritiserats för att ha lett till ökad hemlöshet. En viktig del av reformen var att ge psykiskt funktionshindrade möjlighet att bo i egna lägenheter istället för på mentalvårdsinstitutioner, men många av dem klarade inte av det egna boendet och blev istället hemlösa.[källa behövs]
Enligt en undersökning i Storbritannien är de tre orsaker som flest hemlösa anger för att förlora sin tidigare bostad:[källa behövs]
- föräldrar, släktingar eller vänner som inte kan eller vill inhysa dem
- ett havererat förhållande
- ett korttidskontrakt som gått ut

Andra vanliga skäl är
- tagit ett arbete på annan ort utan att ha bostad ordnad där (svensk arbetsmarknadspolitik pressar arbetslösa att ta de arbeten de kan få även om det är på annan ort)[källa behövs]
- skulder som givit tvångsförsäljning av ägd bostad
- inte betalat hyra eller inte uppfyllt regler som gäller för hyresgäster

## Demografi
De flesta av de hemlösa har traditionellt sett varit ensamstående män. Men under 1980-talet ökade antalet familjer utan hem bland de hemlösa, framför allt familjer bestående av ensamstående kvinna med barn. I Sverige finns det få undersökningar som studerat effekterna för de barn som tvingas befinna sig i hemlöshet med sina föräldrar.[källa behövs] Att vara hemlös kan för barnen innebära att de bor tillsammans med en eller båda föräldrarna på ett jourboende eller dylikt. Vad detta innebär för barnen på längre sikt är därför i stort sett okänt.
Fysiska eller psykiska handikapp som försvårar vanliga arbeten är inte ovanliga bland hemlösa.[källa behövs]

## Tillvaro

### Social tillvaro
Hemlösa hamnar ofta i en ond cirkel. Utan telefonnummer, hemadress eller en plats där man kan tvätta sig och byta kläder, är det svårt att få och behålla ett jobb eller ett nytt hem. Därtill skapas ett socialt utanförskap. Trots det har vissa hemlösa arbeten. Men de flesta tvingas i brist på arbete söka sig andra sätt att skaffa pengar. Tiggeri är ett sätt, men på många platser är det olagligt - dessutom är inte alla tiggare hemlösa. Att bli gatuförsäljare, gatumusikant eller uppträda på andra sätt där andra människor går kan vara andra vis för hemlösa att skaffa sig pengar.
Det händer även att hemlösa blir misshandlade och mördade av andra människor. 1983 hände det exempelvis i Japan att ett gäng pojkar misshandlade och dödade ett antal hemlösa.

### Miljömässig tillvaro
Ibland används exkluderande formgivning för att hemlösa och andra oönskade inte ska ha möjlighet att använda offentliga bänkar och andra viloplatser.
Varje år dör ett par hemlösa i Sverige på grund av vinterkylan, och många blir sjuka. Därför tenderar städer med milt väder och bra socialt klimat att få fler hemlösa.[källa behövs] Samtidigt betyder semesterperioder att hemlösa blir utan hjälp.

## Åtgärder
Hemlöshet har omfattande påverkan på livskvalitet och både fysisk och psykisk hälsa. Det är därför av stor vikt att försöka minska hemlösheten, både genom förebyggande insatser och insatser för att minska antalet dagar en individ är utan boende.
FN:s mänskliga rättigheter förordar en rätt till bostad, och sedan 1990 finns en strategi som beskriver en rätt att kräva att staten intresserar sig för behov av bostäder.
I Sverige har socialtjänsten en roll i att förebygga och motverka hemlöshet. Det gäller både förebyggande åtgärder som att förebygga avhysningar samt åtgärder när hemlöshet är ett faktum. Detta kan ske genom lika former av stöd. Vissa hemlösa har endast behov av stöd i form av bostad medan andra har problem med missbruk, psykisk ohälsa och behov av försörjningsstöd.
En systematisk översikt från det norska Folkehelseinstituttet undersökte 2016 evidensen för olika insatser för hemlösa samt för att förebygga hemlöshet. Det åtgärder som fanns var case management, "bostad-först" (med case management), drogfria boenden, boenden utan krav på nykterhet, behandlingshem och bostadskuponger. Bostadskuponger förekommer inte i Sverige. Svenska SBU har analyserat rapporten och bedömer att huvudfyndet är att case management med hög intensitet troligen är effektivare än traditionella insatser när det gäller att minska antalet personer som befinner sig i hemlöshet. ”Bostad-först” är möjligen effektivare än traditionella insatser för att minska hemlöshet och troligen effektivare för att öka stabiliteten i boende. Case management med hög intensitet troligen är effektivare än traditionella insatser när det gäller att minska antalet personer som befinner sig i hemlöshet. Det finns inga indikationer på att ”bostad-först” eller case management skulle leda till sämre utfall än traditionella insatser för dem som är hemlösa eller befinner sig i en riskgrupp för att bli hemlösa.
Många hemlösa i Sverige säljer gatutidningar, såsom Situation Sthlm, Faktum (som säljs i Götaland men som har kontor i Göteborg, Malmö, Helsingborg och Kalstad). I oktober 2018 släppte Faktum ett specialmagasin: Faktum kids om den ökande barnhemlösheten i Sverige. Motsvarande tidning i Storbritannien och Australien heter The Big Issue, och i USA finns flera olika: StreetWise, Street Sheet och Street Roots.
Det internationella gatutidningsnätverket, INSP (International Network of Streetpapers) stöttar både nystartade och etablerade gatutidningar, exempelvis med att hitta lösningar för att möta problemen med det kontantlösa samhället. INSP har sitt säte i Glasgow.
Härbärgen och soppkök som drivs av frivilliga, staten eller olika religiösa samfund blir ibland räddningen för de hemlösa. Ungefär 0,8% av befolkningen i Sverige var hemlösa år 2007 jämfört med Frankrikes 3,8%.[källa behövs]

## Förekomst
I några Tredje världen-länder såsom Brasilien, Indien, Nigeria och Sydafrika, är hemlösheten otyglad, med miljoner barn som bor och arbetar på gatan.[källa behövs] I städerna i Kina, Thailand, Indonesien och Filippinerna har hemlösheten blivit ett stort problem trots ländernas ekonomiska uppsving, främst p.g.a. inflyttade som har svårt att hitta permanenta hem.[källa behövs]

I Sverige kartlägger Socialstyrelsen hemlösheten. De använder en bred definition av hemlöshet som omfattar olika situationer som personer kan befinna sig i. I maj 2011 rapporterades cirka 34 000 personer vara hemlösa i Sverige. Dessutom finns papperslösa och EU-migranter som av olika skäl inte ingår i statistiken.

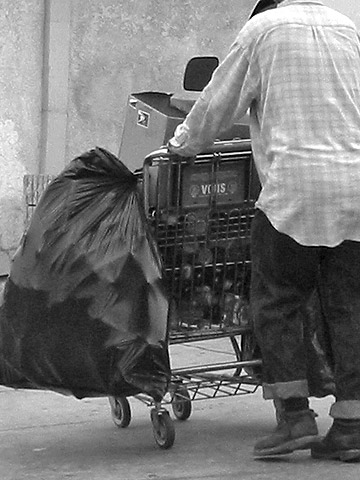
En hemlös person som drar sina ägodelar i en butiksvagn.

## Olika typer av hemlösa
Socialstyrelsen gjorde 2017 en nationell kartläggning över hemlöshet i Sverige. För att kunna definiera hemlöshetens omfattning användes 4 boendesituationer.
Drygt 33 000 personer var hemlösa i april 2017 i Sverige. Majoriteten av dem var män, 62 procent, men antalet kvinnor var fler än vid den senaste mätningen 2011. Hemlöshet och bostadsbrist var tidigare ett storstadsfenomen men finns nu i många av landets kommuner. 
Akut hemlöshet – situation 1
Akut hemlöshet avser personer som är hänvisade till akutboende (hotell, camping, vandrarhem eller husvagn), härbärge, jourboende, skyddat boende (exempelvis kvinnojour) eller sover utomhus eller i offentliga utrymmen.
Institutionsvistelse och kategoriboende – situation 2
En person är intagen eller inskriven på antingen kriminalvårdsanstalt, behandlingsenhet eller stödboende inom socialtjänsten, landstinget eller hos en privat vårdgivare, alternativt på HVB-hem (hem för vård eller boende) eller SiS-institution. Planen är att personen ska skrivas ut inom tre månader efter mätperioden, men denne har inte någon egen bostad ordnad inför utskrivningen eller utflyttningen. Hit räknas även de personer som skulle ha skrivits ut eller flyttat ut, men som är kvar på grund av att de inte har någon egen bostad ordnad.
Långsiktiga boendelösningar – situation 3
En person bor i en boendelösning som kommunen har ordnat (t.ex. försökslägenhet, träningslägenhet, socialt kontrakt eller kommunalt kontrakt) på grund av att personen inte får tillgång till den ordinarie bostadsmarknaden. Det handlar om boendelösningar med någon form av hyresavtal där boendet är förenat med tillsyn eller särskilda villkor eller regler.
Eget ordnat kortsiktigt boende – situation 4
Här avses personer som bor tillfälligt och kontraktslöst hos kompisar, bekanta, familj eller släktingar eller har ett tillfälligt (kortare än tre månader efter mätperioden) inneboende- eller andrahandskontrakt hos släkt, vänner eller andra privatpersoner.

## Historisk hemlöshet i Sverige

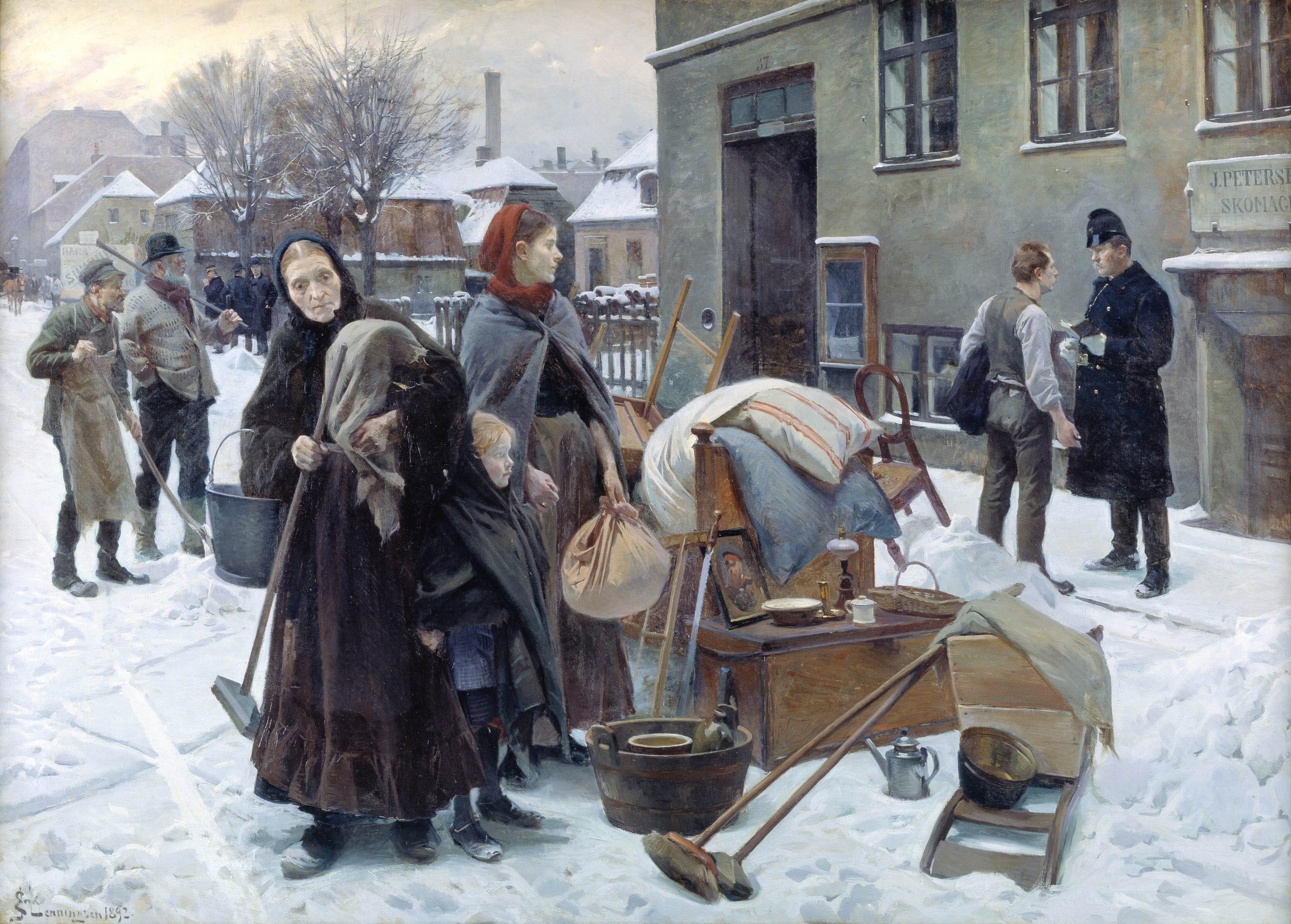
Hemlös familj efter vräkning i slutet av 1800-talet. (Oljemålning av Erik Henningsen)

Historiskt så har man använt begreppet husvill i Sverige. Från slutet av 1800-talet och början av 1900-talet blev dock begreppet hemlöshet allt vanligare. Hemmet kom att bli något mer än en enkel boplats och begreppet hemlöshet kom att användas som en sammanfattande benämning på personer som saknade ett hem i modern mening.
Under efterkrigsperioden började människor flytta från småorterna till storstäderna vilket gjorde det svårt för många att hitta en bostad. Det ledde till den största ökningen av hemlösheten i modern tid.
Framför allt ökade hemlösheten i Sverige under 1950- och 1960-talen när många människor flyttade till huvudstaden Stockholm. Det ledde till en bostadskris som resulterade i att många blev hemlösa. Hårdast drabbades ensamstående personer då dessa hade svårast att få en egen bostad. Samhällets tankar kring hemlöshet i mitten av 1900-talet var ideologisk då en stor del av det svenska samhället ansåg att hemlösa valt sitt öde. Hemlösheten har ökat sedan den första nationella kartläggningen 1993, och fler är hemlösa i Sverige jämfört med de nordiska grannländerna.